# Kammscher Kreis
Der kammsche Kreis oder kammsche Reibkreis – benannt nach Wunibald Kamm – ist eine grafische Darstellung der möglichen Gesamtkraft am Rad eines Fahrzeugs: Die Seitenführungskraft in Querrichtung und die Bremskraft bzw. Antriebskraft in Längsrichtung des Rades bis zum Erreichen der maximalen Reibungskraft.

## Erläuterung

Maximal mögliche Bremskraft bzw. Antriebskraft bei gegebener Seitenführungskraft („Fliehkraft“)

Der kammsche Kreis stellt den idealisierten Zusammenhang zwischen Längs- und Seitenführungskraft am Rad eines Fahrzeuges dar. Der Radius entspricht der jeweils zur Verfügung stehenden maximalen Gesamtkraft, die das Rad auf die Fahrbahn übertragen kann. Die maximale Reibungskraft ist abhängig vom maximalen Kraftschlussbeiwert – beeinflusst durch den Fahrbahnzustand und die Rollgeschwindigkeit – und der Normalkraft auf das Rad. Nimmt beispielsweise durch Nässe der Reibwert zwischen Rad und Fahrbahn ab, verringert sich die zur Verfügung stehende Gesamtkraft.
Nähert sich im kammschen Kreis die ausgenutzte (= tatsächliche) Radgesamtkraft dem dargestellten Grenzwert an, wächst zunächst der Schlupf, bis schließlich alle Profilteilchen in der Reifenaufstandsfläche gleiten. Der Schlupf bzw. die Gleitbewegung entsteht dabei grundsätzlich in Richtung der Gesamtkraft, d. h. anteilig unter Umständen auch quer zur Rollrichtung; dieser Effekt führt bei fehlender Spurführung zu einem Ausbrechen des Fahrzeugs durch Unter- bzw. Übersteuern.
Die wichtigste Aussage des kammschen Kreises ist daher, dass Längskraft und Seitenführungskraft voneinander abhängen und dass die aus diesen Kräften resultierende Gesamtkraft die zur Verfügung stehende maximale Reibungskraft nicht überschreiten kann. Dies folgt aus dem Satz des Pythagoras und dem Kräfteparallelogramm. Im Allgemeinen gilt, dass bei Erhöhung der Längskraft weniger Seitenführungskraft zur Verfügung steht, also der Bedarf an Seitenführungskraft eventuell nicht gedeckt werden kann. Umgekehrt gilt, dass maximale Beschleunigung bzw. Verzögerung bei nicht spurgeführten Fahrzeugen somit nur bei Geradeausfahrt möglich ist.
Der kammsche Kreis stellt zwar eine idealisierte Vereinfachung dar, eignet sich jedoch gut, um die Grundlage der fahrdynamischen Zusammenhänge zu erläutern. Ein erweitertes Modell, bei dem unter anderem die Abhängigkeit von der Kraftrichtung einfließt, liefert die krempelsche Reibungsellipse. Hier wird u. a. versucht, Umstände zu berücksichtigen, bei denen die maximale Umfangskraft größer als die maximale Seitenkraft ist, wie z. B. bei Pkw.

## Fahrzeugtechnische Maßnahmen
Durch mechatronische Systeme ist es möglich, das Überschreiten der Kraftschlussgrenze weitgehend zu vermeiden. Mit  Antriebsschlupfregelungen (ASR) und Antiblockiersystemen (ABS) wird der Schlupf am Reifen so begrenzt, dass ein Blockieren bzw. Durchdrehen der Räder verhindert wird. Idealerweise erhält dies die Lenkbarkeit des Fahrzeuges, weil auf ein ausreichend hohes Seitenführungspotenzial geachtet wird.
Dieser Zustand wird u. a. beim Bremsen bzw. Beschleunigen in Kurven nicht immer erreicht. Zur Optimierung der Längs- und Seitenführungskräfte am Rad werden seit den 1990er-Jahren Elektronische Stabilitätsprogramme (ESP/ESC) entwickelt. Als Erweiterung von ABS, meist mit ASR durch ESP/ESC, wird versucht, durch gezieltes (automatisches) Abbremsen einzelner oder mehrerer Räder sowohl das Über- als auch das Untersteuern eines Fahrzeugs zu verhindern. ESP/ESC beeinflusst hierbei außer der Kraftaufteilung zwischen Längs- und Seitenführungskraft an einzelnen Rädern auch gezielt das gesamte aus diesen Radkräften resultierende Giermoment auf das Fahrzeug.
Bei (mehrspurigen) Fahrzeugen mit Allradantrieb wird die Beschleunigungskraft auf vier oder mehr Räder verteilt, was die Gesamtkraftverteilung verbessert. Beim Bremsen kann allerdings das verteilte Schleppmoment des Motors das ABS beeinträchtigen.